# Dennis Banda
Dennis Banda (Lusaca, 10 de dezembro, 1988) é um futebolista da Zâmbia.

## Carreira
Banda integrou a Seleção Zambiana de Futebol que disputou o Campeonato Africano das Nações de 2010.

## Títulos

### Green Buffaloes
- Zâmbia Charity Shield : 2008